# The Fiery Furnaces
The Fiery Furnaces (dt.: Die feurigen Öfen) sind eine US-amerikanische Indie-Rock-Band, die im Jahr 2000 in Brooklyn gegründet wurde. Sie besteht primär aus den Geschwistern Matthew und Eleanor Friedberger. Für Liveauftritte wirkten der Schlagzeuger Andy Knowles und der Bassist Toshi Yano in der Band mit.

## Bandgeschichte
Die Geschwister Matthew und Eleanor Friedberger wurden in einem Vorort Chicagos geboren. 2002, als sie schon nach New York übersiedelt waren, nahm sie das Label Rough Trade auf. Ein Jahr später, 2003, erschien das erste Album der Band, Gallowbird's Bark. Schon hier ist der eigenwillige, experimentelle Stil der Band zu erkennen.
Dieser setzte sich fort auf der zweiten Veröffentlichung der Band im Jahr 2004, dem Album Blueberry Boat. Besonders dieses Album wurde von Kritikern (z. B. Pitchfork Media) hochgelobt. Es zeichnet im Gegensatz zu seinem Vorgänger teilweise durch Songs epischer Länge aus, die jedoch meist aus recht kurzen Teilsequenzen bestehen. Abwechslungsreichtum, Kreativität und Unvorhersehbarkeit sind typisch für die Band, bewirken aber auch, dass die Musik schwer zugängig ist, kaum im Radio gespielt wird und von manchen als zu chaotisch abgelehnt wird.
Im Jahr 2005 veröffentlichten The Fiery Furnaces EP, eine Sammlung von Raritäten und unveröffentlichten Songs, die aber trotz des Namens mit 41 Minuten fast Albenlänge erreicht. Einige Lieder der EP sind elektronisch geprägt.
Im gleichen Jahr erschien Rehearsing My Choir, ein experimentelles Album, bei dem Olga Sarantos, die Großmutter der Friedbergers mitwirkte.
2006 erschien Bitter Tea, ein Album, das nach Angaben der Band von der Synthie-Pop-Gruppe Devo inspiriert wurde und leichter zugänglich ist als die Vorgängeralben.
Bei den Fiery Furnaces ist Matthew Friedberger hauptsächlich für das Schreiben der Songs zuständig, während Eleanor in den meisten Stücken singt. Beide betätigen sich aber mitunter auch im jeweils anderen Bereich.
Eleanor Friedberger war mit Alex Kapranos von Franz Ferdinand liiert. Ihr ist das Lied Eleanor Put Your Boots On gewidmet.

## Diskografie
Studioalben
- 2003: Gallowsbird’s Bark (Rough Trade)
- 2004: Blueberry Boat (Rough Trade)
- 2005: EP (Rough Trade)
- 2005: Rehearsing My Choir (Rough Trade)
- 2006: Bitter Tea (Rough Trade)
- 2007: Widow City (Thrill Jockey)
- 2008: I’m Going Away (Thrill Jockey)
- 2009: Take Me Round Again (Thrill Jockey)

Live-Alben
- 2009: Remember (Thrill Jockey)